# John Ogilvy (9e baronnet)
Pour les articles homonymes, voir Ogilvy.
John Ogilvy, 9e baronnet (17 mars 1803 - 9 mars 1890) est un homme politique du parti libéral écossais qui est député de Dundee de 1857 à 1874.

## Jeunesse
Il est né le 17 mars 1803 à Édimbourg au 60 George Street. Il est l'aîné des neuf enfants de William Ogilvy (parfois Ogilvie) et de son épouse, Sarah Morley (Lady Ogilvy). Il fait ses études à la Harrow School et à Christ Church, à Oxford où il s'inscrit le 5 novembre 1821. Il devient baronnet lors du décès de son père en 1823.

## Carrière
Avec son épouse, Jane Ogilvy, il est en grande partie responsable de la fondation de l'Institut Baldovan en 1852, le premier hôpital résidentiel écossais pour les enfants handicapés. Il participe étroitement, avec le médecin en chef, James Arrott, au déménagement de l'infirmerie royale de Dundee sur un nouveau site et il joue un rôle de premier plan dans la pose de la première pierre du nouveau bâtiment, le 22 juillet 1852,. Il établit également le Dundee Corn Exchange en 1856 .
Il tente sans succès de présenter à Montrose au Parlement lors d'une Élection partielle en 1855. Il a plus de chance aux Élections générales britanniques de 1857, lorsqu'il est élu représentant de Dundee.
Il est député de Dundee de 1857 à 1874, seul député à l’origine, puis en 1868, il est l’un des deux député représentant la ville après que celle-ci soit devenue une circonscription à deux députés. Il est élu pour la première fois aux élections générales de 1857, battant son futur collègue George Armitstead (1er baron Armitstead) par 245 voix. En 1859 et 1865, il est réélu sans opposition. Lors de la première élection pour le nouveau siège à deux membres en 1868, il est élu à la deuxième place, terminant 77 voix derrière Armitstead, mais recueillant plus de 3 000 voix de plus que le candidat arrivé troisième.

## Mariage et descendance
Il se marie deux fois. Le 7 juillet 1831, il épouse Juliana Barbara, la plus jeune fille de Henry Howard-Molyneux-Howard, au St George's Hanover Square. Le couple a deux enfants avant le décès de Juliana le 27 décembre 1833 :
- Reginald Howard Alexander Ogilvy (1832–1910), 10e baronnet
- Juliana Ogilvy, mariée à Nelson Rycroft, 4e baronnet

Il se remarie le 5 avril 1836 avec Jane Elizabeth Howard, fille de Thomas Howard (16e comte de Suffolk), à Charlton, dans le Wiltshire. Le couple a cinq enfants:
- Henry Thomas Ogilvy (1837–1909), avocat, connu sous le nom de Henry Thomas Nisbet Hamilton Ogilvy après son mariage.
- Charles William Norman Ogilvy (1839–1903), recteur de Hanbury, Worcestershire
- Fanny Henrietta Ogilvy
- Edith Isabel Ogilvy
- Eveline Constance Maud Ogilvy

Lady Jane Ogilvy est décédée le 28 juillet 1861.
Il est décédé le 9 mars 1890 à Archerfield, East Lothian, lors d’une visite à son fils Henry Hamilton Ogilvy, accompagné d’Eveline, sa plus jeune fille. Son fils aîné, Sir Reginald Ogilvy, décédé en 1910, lui succède.
Son décès est marqué par un poème commémoratif de William McGonagall .